# Vertello
En náutica, el bertello (paternoster) es una pequeña pieza de madera labrada (esférica, elipsoide, etc) con un taladro (agujero) por su longitud por el que pasa el cabo (cuerda) llamado bastardo, de esta forma con varios bertellos une sus extremos para formar una especie de collar de cuentas. Sirve como cojinete para unir un elemento longitudinal transversal a otro, sobre el cual rota. (fr. Pomme de racage; ing. Truck; it. Paternostro). 
Sirve para componer el racamanento con que se une una verga a su mástil, para facilitar su movimiento de braceo (rotación). 

## Etimología
Al bertello, antiguamente, se le llamaba paternoster. 

## Descripción
Se adjetiva redondo u ovalado según sea su figura.

### Tipos
| Español                | Español      | Inglés     | Descripción |
| Vertello               | Tipo         | Truck      | Descripción |
| ---------------------- | ------------ | ---------- | --- |
| de Racamento           |              | Parral     | |
| de Alabe               |              | Vane       | |
| de Canal               |              | Seizing    | Es el que tiene una canalilla (surco) en la circunferencia exterior perpendicular al taladro (agujero) para embutir en ella un cabito (cuerda) con que se amarra. |
| de Canal               | para Obenque | for Shroud | a un obenque u otro cualquier paraje para que sirva de conductor a algún cabo de labor que pasa por el taladro, el cual en este caso es de mayor diámetro.        |
| de Huso                |              | Spindle    | |
| de Personal de bandera |              | Flag staff | |

## Historia
En la actualidad, son poco usados los vertellos en los buques de mucho porte, pero antiguamente se formaban los racamentos de ellos, alternándolos o interpolándolos con liebres.